# Tuathal mac Augaire
 Tuathal mac Augaire ou Túathal mac Úgaire (mort en 958) est un  roi de Leinster du sept Uí Muiredaig issu des Uí Dúnlainge une lignée royale du Laigin. La résidence royale de ce sept était située à Maistiu (Mullaghmast) dans le sud du comté de Kildare. Il est le fils de Augaire mac Aililla et le petit-fils de Ailill mac Dúnlainge précédents souverains de Leinster. Il règne de 947 à 958

## Règne
Tuathal est mentionné pour la première fois dans les Chroniques d'Irlande lorsque les Annales fragmentaires d'Irlande  notent qu'il devient le roi du sept Uí Muiredaig en 908 l'année précédant celle où son père devient lui-même roi de Leinster. En 935 il tue Bruadar mac Duibhghilla seigneur des Uí Cheinnselaigh. En 948 il succède à  Bróen mac Máelmórda du sept Uí Faelain et accède au trône de Leinster et en 950 il remporte une victoire sur les gens de Laighis et les Ui-Faircheallain. Le Chronicon Scotorum et les Annales d'Inisfallen notent sa mort en 958 Il a comme successeur Cellach mac Fáeláin du sept Uí Dúnchada

## Postérité
Tuathal laisse deux fils qui seront également roi de Leinster:
- Augaire mac Tuathail
- Dúnlaing mac Tuathal

## Article lié
- Liste des rois de Leinster

## Sources primaires
- Livre de Leinster, Rig Laigin et Rig Hua Cendselaig sur CELT: Corpus of Electronic Texts at University College Cork
- Annales d'Ulster sur CELT: Corpus of Electronic Texts at University College Cork
- Annales de Tigernach sur CELT: Corpus of Electronic Texts at University College Cork

## Sources secondaires
- (en) T.W Moody, F.X. Martin, F.J. Byrne, A New History of Ireland IX Maps, Genealogies, Lists. A companion to Irish History part II, Oxford, Oxford University Press, 2011, 690 p. (ISBN 978-0-19-959306-4), p. 134 & 200 Kings of Leinster to 1171
- (en) Francis John Byrne, Irish Kings and High-Kings, Dublin, Four Courts Press, 2001, 341 p. (ISBN 978-1-85182-196-9)